# Anakinra
Anakinra (tên thương hiệu Kineret) là một loại thuốc sinh học được sử dụng để điều trị viêm khớp dạng thấp. Nó là một phiên bản tái tổ hợp và sửa đổi một chút của protein đối vận thụ thể interleukin 1 của con người. Nó được bán trên thị trường bởi Swedish Orphan Biovitrum.

## Sử dụng y tế
Anakinra được quản lý tại nhà bằng cách tiêm dưới da.
Nó được sử dụng như một phương pháp điều trị thứ hai để kiểm soát các triệu chứng viêm khớp dạng thấp sau khi điều trị bằng thuốc chống thấp khớp thay đổi bệnh (DMARD) đã thất bại. Nó có thể được sử dụng kết hợp với một số DMARD.
Nó được sử dụng để điều trị cho bất cứ ai từ trẻ sơ sinh đến người lớn mắc hội chứng định kỳ liên quan đến cryopyrin, bao gồm cả bệnh viêm đa hệ thống khởi phát ở trẻ sơ sinh.
Nó được sử dụng ngoài nhãn để điều trị hội chứng Schnitzler.
Nó không được thử nghiệm ở phụ nữ mang thai, nhưng dường như an toàn trong các nghiên cứu trên động vật.
Nó không nên được sử dụng ở những người bị nhiễm trùng hoạt động hoặc bệnh lao tiềm ẩn, những người có số lượng bạch cầu thấp, hoặc những người đang dùng thuốc ức chế TNF.

## Tác dụng phụ
Hơn mười phần trăm những người dùng Anakinra có phản ứng tại chỗ tiêm, đau đầu và tăng mức cholesterol trong máu. Từ một đến mười phần trăm số người bị nhiễm trùng nặng, giảm bạch cầu hoặc giảm tiểu cầu. Không rõ liệu dùng Anakinra có làm tăng nguy cơ mắc bệnh ung thư hay không; Các nghiên cứu rất phức tạp bởi thực tế là những người bị viêm khớp dạng thấp có nguy cơ mắc ung thư cao hơn.

## Hóa học
Anakinra là một protein khác với trình tự của chất đối vận thụ thể Interleukin 1 bởi một methionine được thêm vào đầu N của nó; Nó cũng khác với protein của con người ở chỗ nó không bị glycosyl hóa, vì nó được sản xuất ở Escherichia coli.

## Lịch sử
Nó được chấp thuận lần đầu tiên ở Mỹ vào năm 2001  và châu Âu vào tháng 3 năm 2002.
Vào tháng 6 năm 2018 NHS Anh đã công bố Chính sách vận hành lâm sàng: Anakinra để điều trị sốt định kỳ và rối loạn tự động (mọi lứa tuổi) cho phép Anakinra được ủy nhiệm điều trị đầu tay cho hội chứng Schnitzler và trong trường hợp điều trị đầu tay không hiệu quả Sốt Địa Trung Hải, hội chứng Hyper-IgD còn được gọi là thiếu Mevalonate kinase và hội chứng định kỳ liên quan đến thụ thể TNF (TRAPS), và Chính sách vận hành lâm sàng: Anakinra / tocilizumab trong điều trị bệnh khúc xạ ở người trưởng thành trị liệu theo dòng (người lớn), cho phép Anakinra được ủy quyền điều trị bệnh Still ở người trưởng thành "như là một phương pháp điều trị thứ ba trong đó bệnh nhân chịu khó điều trị DMARDs không có tác dụng phụ". Anakira đã điều trị hiệu quả bệnh viêm màng não do đột biến gen hiếm gặp ở gen NALP3 ở một người đàn ông 67 tuổi đăng ký vào Undiagnosed Diseases Network.